# Shōnen
Shōnen (少年? lit. "Băiat") câteodată transcris ca  shounen sau shonen, este cuvântul din japoneză folosit în engleză pentru manga destinată băieților cu vârste până în 15-16 ani. Exemple includ Dragon Ball, Rurouni Kenshin, Bleach, The Guyver, One Piece, InuYasha, Shaman King, Naruto, Fairy Tail, Death Note, Yu Yu Hakusho, Yu-Gi-Oh,My Hero Academia, Demon Slayer, etc.
Seriile anime și manga Shōnen sunt caracterizate de acțiune intensă, intrigi comice cu protagoniști de gen masculin. Camaraderia dintre băieți sau bărbați în echipe de sport, echipe de luptători sunt alte teme accentuate. Personaje feminine atractive cu trăsături exagerate sunt și ele comune, dar nu sunt o necesitate; Dragon Ball Z,  de exemplu, are un număr redus de astfel de personaje. Stilul artistic al shōnen este în general mai puțin înflorat decât acela al shōjo, deși acest lucru poate varia de la un artist la altul, unii artiști desenând atât shōnen cât și shōjo.
Manga pentru bărbați (de la 15-16 ani în sus) se numește seinen manga. Deși există diferențe semnificative, mulți fani occidentali nu fac distincție între shōnen și seinen manga. Acest lucru se datorează faptului că foarte puține serii manga seinen au fost publicate în afara Japoniei. În Japonia, mulți bărbați în vârstă citesc reviste shōnen datorită ușurinței de citire în călătoriei spre locul de muncă cu trenul. Drept consecință, în Japonia, revistele manga shōnen sunt cele mai populare reviste manga.